# Durcet
Durcet é uma comuna francesa na região administrativa da Normandia, no departamento Orne. Estende-se por uma área de 9,46 km². Em 2010 a comuna tinha 316 habitantes (densidade: 33,4 hab./km²).